# نيلس كريستيان إيغينز
نيلس كريستيان إيغينز هو سياسي نرويجي، ولد في 10 أكتوبر 1811، وتوفي في 25 أبريل 1878. انتخب  (فبراير 1872 – 28 مايو 1872) وانتخب Norway's Army Minister ‏ (3 أبريل 1868 – فبراير 1872).